# Govern de Catalunya 2010-2012
El govern de la Generalitat de Catalunya en el període 2010-2012, correspon a la IX legislatura del període democràtic.

## Cronologia
Després de les eleccions al Parlament de Catalunya del 28 de novembre de 2010 va ser nomenat 129è president de la Generalitat de Catalunya n'Artur Mas i Gavarró, de Convergència i Unió, el 27 de desembre de 2010. El govern es va constituir el 29 de desembre de 2010 amb la presa de possessió dels consellers de Convergència i Unió amb la incorporació de diversos independents, entre ells Ferran Mascarell, que provenia del PSC i havia format part del darrer govern Maragall.
Artur Mas va convocar el 25 de setembre de 2012 unes eleccions anticipades pel 25 de novembre d'aquell mateix any.

## Estructura de govern
| Càrrec                                                                | Titular                | Titular                                    | Titular           |
| --------------------------------------------------------------------- | ---------------------- | ------------------------------------------ | ----------------- |
| Càrrec                                                                | 29 de desembre de 2010 | 29 de desembre de 2010                     | Ref               |
| President de la Generalitat                                           |                        | Artur Mas i Gavarró (CDC)                  | [ 1 ] [ 2 ] [ 3 ] |
| Vicepresidenta i consellera de Governació i Relacions Institucionals  |                        | Joana Ortega i Alemany (UDC)               | [ 4 ] [ 5 ] [ 6 ] |
| Conseller d'Economia i Coneixement                                    |                        | Andreu Mas-Colell (CDC)                    | [ 4 ] [ 5 ] [ 7 ] |
| Consellera d'Ensenyament                                              |                        | Irene Rigau i Oliver (CDC)                 | [ 4 ] [ 5 ] [ 7 ] |
| Conseller de Salut                                                    |                        | Boi Ruiz i Garcia (independent)            | [ 4 ] [ 5 ] [ 7 ] |
| Conseller d'Interior                                                  |                        | Felip Puig i Godes (CDC)                   | [ 4 ] [ 5 ] [ 7 ] |
| Conseller de Territori i Sostenibilitat                               |                        | Lluís Miquel Recoder i Miralles (CDC)      | [ 4 ] [ 5 ] [ 7 ] |
| Conseller de Cultura                                                  |                        | Ferran Mascarell i Canalda (independent)   | [ 4 ] [ 5 ] [ 7 ] |
| Conseller d'Agricultura, Ramaderia, Pesca, Alimentació i Medi Natural |                        | Josep Maria Pelegrí i Aixut (UDC)          | [ 4 ] [ 5 ] [ 7 ] |
| Conseller de Benestar Social i Família                                |                        | Josep Lluís Cleries i Gonzàlez (CDC)       | [ 4 ] [ 5 ] [ 7 ] |
| Conseller d'Empresa i Ocupació                                        |                        | Francesc Xavier Mena i López (independent) | [ 4 ] [ 5 ] [ 7 ] |
| Consellera de Justícia                                                |                        | Pilar Fernández i Bozal (independent)      | [ 4 ] [ 5 ] [ 7 ] |
| Secretari del Govern                                                  |                        | Germà Gordó i Aubarell (CDC)               | [ 4 ] [ 5 ]       |
| Portaveu del Govern                                                   |                        | Francesc Homs i Molist (CDC)               | [ 8 ]             |